# ミ船団
ミ船団（ミせんだん） またはミ号船団（ミごうせんだん）とは、日本が太平洋戦争後期に日本本土とボルネオ島ミリとの間で運航した一連の護送船団である。中小型のタンカーを主力に日本本土への石油輸送を主任務とした。戦況の悪化により航路やミリの危険が増えたため、開設から半年余りの1944年11月末に廃止された。

## 沿革
開戦初期の南方作戦でオランダ領東インドなど東南アジア各地の産油地帯を占領した日本軍は、1942年（昭和17年）中に設備を復旧すると、日本本土への資源輸送（当時の用語で「還送」）を開始した。産油地のうち日本軍が当初に重点を置いたのは品質の高いスマトラ島パレンバン油田とボルネオ島東岸のバリクパパン油田で、1943年（昭和18年）7月にはパレンバン産油輸送のため門司＝シンガポール（当時の日本側呼称は昭南、パレンバン産油の集積地）間でヒ船団と称する特別の護送船団が運航開始されている。他方、ボルネオ島西岸のミリ油田は日本と距離的に近いという利点があったものの、遠浅の地形かつ港湾設備も不十分で大型タンカーの運用に不向きであったことから、あまり活用されていなかった。
1944年（昭和19年）4月になって日本海軍は従来の方針を変え、ミリ産油輸送のための特別船団としてミ船団の開設を決めた。この時期、日本の海上護衛総司令部は、1943年後半からアメリカ海軍潜水艦による通商破壊が威力を増してきたのに対抗するため、護送船団を集約・大規模化して防御力を高める大船団主義の採用に踏み切っていた。特に石油タンカーの護衛が最重要視された。海上護衛総司令部は、ヒ船団を船団速力9ノット以上で航行可能な比較的優秀なタンカーで構成し、基準に満たない低性能タンカーをミ船団で引き受けさせることにした。ミリが目的地に選ばれた理由は、バリクパパン産油の輸送航路だったボルネオ東岸航路で潜水艦被害が増加してバリクパパン油田の利用が難しくなってきたこと、日本からの距離が短く運航効率向上が期待されたことが挙げられる。
ミ船団の基本航路はミリと門司を結ぶもので、マニラと高雄港に経由地として寄港した。最初のミ船団であるミ02船団は、1944年4月22日にマニラで輸送船8隻・護衛艦2隻によって編成され、4月28日にミリへ到着。折り返し5月4日に輸送船16隻・護衛艦3隻の編制でミリを出航し、途中でタンカー代用の捕鯨母船日新丸（大洋漁業：16764総トン）を失いつつも、5月23日に門司へ到着した。
当初は順調だったミ船団の運航であるが、1944年7月12日に門司を出港したミ11船団（出航時：輸送船22隻・護衛艦5隻）はルソン海峡でアメリカ潜水艦群（ウルフパック）の集中攻撃を浴び、輸送船4隻沈没・2隻損傷の大損害を受けてしまった。以降、フィリピンの戦いに向けてアメリカ潜水艦の行動が活発化したためミ船団の被害も次第に増加し、ミ19船団は輸送船3隻沈没・3隻損傷の大損害、ミ12船団（輸送船12隻・護衛艦6隻。輸送船5隻沈没）のように途中で打ち切りになる例も発生した。
1944年10月18日に佐世保港を出たミ23船団以降は、アメリカ軍のフィリピン侵攻（10月17日にスルアン島上陸）を考慮し、マニラではなくサンジャック（聖雀、現在のブンタウ）を経由する航路に変更された。しかし、ミ27船団（輸送船10隻・護衛艦5隻）は東シナ海上で米潜水艦の襲撃を受け、輸送船4隻を失って高雄で打ち切られた。積み出し港のミリも、モロタイ島から飛来するB-24爆撃機の攻撃圏内に収まっており、ミ25船団でミリへ到着した改造タンカー愛宕丸（日本郵船：7542総トン）は2日後に空襲で撃沈されてしまった。
1944年11月、海上護衛総司令部は護衛兵力の集約のためサンジャック＝ミリ航路の放棄を決定し、ミ船団は廃止された。11月30日にそれぞれミリと門司を出港したミ26船団とミ29船団は、いずれも途中で打ち切られた。ミ船団用の低性能タンカーの生き残りは大型タンカーが枯渇したヒ船団へ組み込まれた。翌1945年（昭和20年）1月のヒ86船団はミ船団相当の低性能タンカー多数を含んでいた。また、ミ船団廃止後もミリ産油をヒ船団発航地のシンガポールへ集積する航路が運航されていたが、ミリがモロタイ島からの敵機に常時空襲されるようになったため、1945年1月に閉鎖された。ミリ産油は搬出不能となり、日本軍は1945年4月に油田設備を自ら破壊した。なお、同年5月にイギリス連邦軍がボルネオ島へ侵攻してボルネオの戦いが起きた。

## 運用実態
個々のミ船団には、往路（ミリ行き）の便には奇数、復路（門司行き）の便には偶数の番号が順次割り当てられた。例えば、ミ07船団は通算7番目・往路4番目のミ船団を意味する。ただし、欠番があるため実際の運航順には合致しない。この命名方式はヒ船団や鉄鉱石専用船団であるテ船団（例：テ04船団）と共通する。
ミ船団を構成するタンカーはヒ船団に編入できない低性能船で、旧式タンカーや本来はパレンバン＝シンガポール間の中積用に設計された2TM型戦時標準タンカー、応急油槽船と称した貨物船改造タンカーなどがあった。特にタンカー不足を補うための応急油槽船が、2A型戦時標準貨物船改造の2AT型だけで32-34隻も大量建造されており、うち22隻がミ船団に加入して後半の主力となっている。機関不調でヒ船団から除かれた大型タンカーも編入された。
石油船団の建前ながら、タンカー以外の軍隊輸送船など各種輸送船も護衛集約の都合でミ船団へ多数加えられた。経由地での編制替えも多く、実質的には門司＝高雄、高雄＝マニラ、マニラ＝ミリ間の局地船団の集合体に近かった。また、ミリからシンガポールへ向かうミシ船団との接続運航など、ミ船団を軸とした船団航路が派生していた。各種輸送船が加入したこともあってミ船団の規模は日本の護送船団として最大級で、例えばミ05船団では最大で輸送船37隻・護衛艦10隻の大船団となった。全期間での1船団あたりの平均加入輸送船数は約15隻、護衛艦は平均5隻であった。
護衛を担当したのは、ヒ船団と同じ第一海上護衛隊であった。一部区間では馬公防備戦隊や第四海上護衛隊の協力も得た。特別船団と言っても護衛兵力は少なく、ヒ船団が輸送船の1/2以上の数の護衛艦を伴ったのに対して、初期のミ船団では輸送船の1/4-1/3程度の隻数と一般の輸送船団と大差なかった。質的にも特設艦船である商船改装の特設砲艦や捕鯨船改装の特設駆潜艇など雑多な寄せ集めだった。最終期のミ25船団では護衛艦全てが海防艦で構成されるなど徐々に強化された。このほか、日本の第三南遣艦隊がパラワン島とボルネオ島の間のバラバク海峡に対潜機雷を敷設しており、ミリからパラワン島と南沙諸島の間のパラワン水道を経てマニラに至る経路は敵潜水艦の侵入が困難で安全と考えられていた。もっとも、アメリカ海軍はバラバク海峡への機雷敷設にしばらく気付かなかったため、アメリカの潜水艦クレヴァルが同海峡を通過してミ02船団を襲い、既述のように日新丸を撃沈している。
ミ船団の全加入輸送船のべ377隻のうち、損失は42隻（損失率11.1%）であった。この数値は同時期のヒ船団の損失率15.7%を単純計算では下回っており、低性能な輸送船に手薄な護衛という悪条件にもかかわらず、比較的高成績である。ヒ船団に比べ重要度が低くアメリカ軍の攻撃も手薄だったことや、潜水艦の奇襲が難しい昼間沿岸の航行を徹底したことが要因と考えられる。